# Jean Guichet
Jean Guichet, född 10 augusti 1927 i Marseille, är en fransk racerförare.
Guichet är mest känd för att ha vunnit Le Mans 24-timmars 1964.